# Binchuan
Binchuan léase Bin-Chuán (en chino:宾川县, pinyin:Bīnchuān xiàn) es un condado bajo la administración directa de la prefectura autónoma de Dali. Se ubica al norte de la provincia de Yunnan, sur de la República Popular China. Su área es de 2627 km² y su población total para 2010 fue de más de 300 mil habitantes.

## Administración
El condado Binchuan se divide en 10 pueblos que se administran en 8 poblados y 2 villas. 